# (5140) Kida
(5140) Kida es un asteroide perteneciente al cinturón de asteroides, descubierto el 8 de diciembre de 1990 por Seiji Ueda y el astrónomo Hiroshi Kaneda desde el Kushiro Marsh Observatory, en Hokkaido, Japón.

## Designación y nombre
Designado provisionalmente como 1990 XH. Fue nombrado Kida en honor al pintor japonés Kinjiro Kida, nacido en Hokkaido, reconocido por sus paisajes, y cuyo trabajo se ha comparado con el de Cezanne y otros impresionistas.

## Características orbitales
Kida está situado a una distancia media del Sol de 3,172 ua, pudiendo alejarse hasta 3,556 ua y acercarse hasta 2,788 ua. Su excentricidad es 0,121 y la inclinación orbital 11,46 grados. Emplea 2064,06 días en completar una órbita alrededor del Sol.
Los próximos acercamientos a la órbita de Júpiter se producirán el 29 de octubre de 2111 y el 17 de septiembre de 2122.

## Características físicas
La magnitud absoluta de Kida es 11,6. Tiene 19 km de diámetro y su albedo se estima en 0,131.